# Ordre professionnel des inhalothérapeutes du Québec

Logo

Ancien logo

L'Ordre professionnel des inhalothérapeutes du Québec (OPIQ) est l'organisme de réglementation qui encadre la pratique de l'inhalothérapie au Québec. Au 31 mars 2022, l'Ordre comptait plus de 4 500 membres.

## Compétence
Le Code des professions du Québec prévoit que seul le titulaire d'un permis valide à cette fin et inscrit au tableau de l’OPIQ peut utiliser le titre « inhalothérapeute ». L’article 37 s du Code des professions prévoit un champ d’exercice propre à l'inhalothérapeute et établit son expertise clinique en matière de santé cardiorespiratoire: 
« L’exercice de l’inhalothérapie consiste à évaluer la condition cardiorespiratoire, à contribuer à l’anesthésie et à la sédation-analgésie et à traiter les problèmes qui affectent le système cardiorespiratoire, afin de rétablir et de maintenir la santé cardiorespiratoire chez l’être humain. »

L’inhalothérapeute exerce les activités qui lui sont réservées dans le cadre du champ d’exercice de sa profession. Elles sont au nombre de huit (8) dont six (6) d’entre elles nécessitent une ordonnance (individuelle ou collective):
- évaluer la condition cardiorespiratoire d'une personne symptomatique
- effectuer l’assistance ventilatoire *;
- effectuer des prélèvements relié à la pratique de l’inhalothérapie *;
- effectuer des épreuves de la fonction cardiorespiratoire *;
- exercer une surveillance clinique de la condition des personnes sous anesthésie, y compris la sédation-analgésie ou sous assistance ventilatoire;
- administrer ou ajuster des médicaments ou d’autres substances lorsqu’ils font l’objet d’une ordonnance *;
- mélanger des substances en vue de compléter la préparation d’un médicament *;
- introduire un instrument dans une veine périphérique ou dans une ouverture artificielle dans et au-delà du pharynx ou au-delà du vestibule nasal *.

Note (*): nécessite une ordonnance individuelle ou collective.

## Historique
En janvier 1969, lors d’une réunion spéciale, un regroupement d’inhalothérapeutes ont voté en faveur d’une affiliation à une Corporation des techniciens professionnels de la province de Québec.
En 1982, l’Office des professions du Québec recommande au ministre de former une nouvelle corporation autonome à titre réservé pour les inhalothérapeutes.
Le 28 novembre 1984 est constitué, par lettres patentes, une corporation professionnelle des inhalothérapeutes du Québec au sens du Code des professions.

## Mission
L’OPIQ a pour mission principale d’assurer la protection du public. Il surveille l’exercice de la profession  selon les normes établies et des standards élevés de pratique. Il favorise de plus le développement professionnel, le maintien et l’actualisation des compétences de ses membres pour offrir des soins sécuritaires et de qualité. L’Ordre tient également un rôle central en prévention de la maladie cardiorespiratoire et en promotion de la santé.

## Valeurs
L’OPIQ veut être reconnu pour son engagement, son leadership, son intégrité, son respect et son professionnalisme.

## Conseil d'administration
Le Conseil d’administration (CA) se compose de 10 inhalothérapeutes et de 4 membres du public nommés par l’Office des professions du Québec.

## Comité exécutif
Le comité exécutif (CE) est composé du président de l’Ordre, de 3 membres désignés par vote annuel au sein même des membres élus au Conseil d’administration et d’un autre membre désigné par vote annuel parmi les membres nommés par l’Office des professions du Québec.

## Règlementation
- Code des professions;
- Code de déontologie[6];
- Règlements[7];
- Charte de la langue française.